# José Cantón
José Cantón Landazuri (Basauri, Vizcaya, 23 de marzo de 1937-San Fernando, Cádiz, 13 de noviembre de 2013) fue un entrenador y futbolista español que jugaba en la demarcación de delantero.

## Biografía
José Cantón debutó como futbolista profesional en 1956 a los diecinueve años de edad con el C. D. Basconia. Tras dos temporadas en el club, fichó por el Racing de Santander, con quien jugó diecisiete partidos y marcó cinco goles. En su última temporada en el equipo, en la temporada 1959/60, ganó la Segunda División de España, ascendiendo a la máxima categoría del fútbol español. En 1960 fichó por el C. D. San Fernando, donde jugó los cuatro años siguientes, dejando el club en 1964, año en el que el equipo descendió a Tercera División de España. Tras un breve paso por el C. F. Reus Deportiu, José Cantón fichó por el Club Gimnàstic de Tarragona durante una temporada, en la que ganó la Tercera División. Tras dejar el club, fichó por el Cádiz C. F.
Finalmente en 1967 fichó de nuevo por el San Fernando para retirarse como futbolista en 1974. Tras su retiro, el Puerto Real C. F. le fichó como entrenador durante las tres siguientes temporadas. En 1977 ganó la Primera División de Andalucía, por lo que el club ascendió a Tercera División de España. Tras dejar el club en 1977 fichó por el Atlético Sanluqueño C. F., con quien logró en 1980 el mismo éxito que con el Puerto Real C. F. Tras un paso de otras tres temporadas por el Chiclana C. F., con quien volvió a ganar la Primera División de Andalucía, fichó de nuevo por el Puerto Real y por el Atlético Sanluqueño. Finalmente el Racing Club Portuense le fichó como entrenador, y posteriormente en 1988 fichó por el Conil C. F., equipo en el que se retiró como entrenador.
José Cantón falleció el 13 de noviembre de 2013 en San Fernando a los 76 años de edad.

## Clubes

### Como futbolista
| Club                          | País   | Año       | Partidos | Goles |
| ----------------------------- | ------ | --------- | -------- | ----- |
| C. D. Basconia                | España | 1956-1958 | 31       | 5     |
| Real Racing Club de Santander | España | 1958-1960 | 17       | 5     |
| C. D. San Fernando            | España | 1960-1964 | 99       | 36    |
| C. F. Reus Deportiu           | España | 1964-1965 |          |       |
| Club Gimnàstic de Tarragona   | España | 1965-1966 |          | 24    |
| Cádiz C. F.                   | España | 1966-1967 | 8        | 2     |
| CD San Fernando               | España | 1967-1974 |          |       |

### Como entrenador
| Club                      | País   | Año       |
| ------------------------- | ------ | --------- |
| Puerto Real C. F.         | España | 1974-1977 |
| Atlético Sanluqueño C. F. | España | 1977-1980 |
| Chiclana C. F.            | España | 1980-1983 |
| Puerto Real C. F.         | España | 1983-1985 |
| Atlético Sanluqueño C. F. | España | 1985-1986 |
| Racing Club Portuense     | España | 1986-1988 |
| Conil C. F.               | España | 1988-1989 |

## Palmarés

### Como futbolista
Real Racing Club de Santander
- Segunda División de España: 1959/60

Club Gimnàstic de Tarragona
- Tercera División de España: 1965/66

### Como entrenador
Puerto Real C. F.
- Primera División de Andalucía: 1976/77

Atlético Sanluqueño C. F.
- Primera División de Andalucía: 1979/80

Chiclana C. F.
- Primera División de Andalucía: 1982/83